# Округ Галф (Флорида)
Галф (енгл. Gulf County) је округ у америчкој савезној држави Флорида. По попису из 2010. године број становника је 15.863.

## Демографија
Према попису становништва из 2010. у округу је живело 15.863 становника, што је 2.531 (19,0%) становника више него 2000. године.
| Група             | 2000.          | 2010.          |
| Белци             | 10.492 (78,7%) | 11.881 (74,9%) |
| Афроамериканци    | 2.259 (16,9%)  | 2.962 (18,7%)  |
| Азијати           | 53 (0,4%)      | 46 (0,3%)      |
| Хиспаноамериканци | 270 (2,0%)     | 678 (4,3%)     |
| Укупно            | 13.332         | 15.863         |